# Arwel Thomas
Pour les articles homonymes, voir Thomas.
Pas d'image ? Cliquez ici

a Compétitions nationales et continentales officielles uniquement.

b Matchs officiels uniquement.
Dernière mise à jour le 16 février 2023.
Arwell Camber Thomas, est né le 8 novembre 1974 à Glanamman (Pays de Galles). C’est un joueur de rugby à XV, qui a joué avec l'équipe du pays de Galles de 1996 à 2000, évoluant au poste de demi d'ouverture (1,75 m pour 76 kg).

## Carrière
Il a disputé son premier test match le 16 janvier 1996, contre l'Italie, et son dernier test match contre l'Afrique du Sud, le 26 novembre 2000. Il a eu la malchance d'être de la même génération que Neil Jenkins.
Il a joué avec les Llanelli Scarlets en Coupe d'Europe (3 matchs en 2004-2005) et en Celtic league.
Thomas a effectué trois matchs avec la Section paloise pendant la saison 2003-2004,.

## Palmarès
- 23 sélections
- Sélections par année : 6 en 1996, 9 en 1997, 5 en 1998, 3 en 2000
- Tournois des cinq/six nations disputés : 1996, 1997, 1998, 2000